# Рудник Віндімурра
Рудник Віндімурра (Windimurra) — колишній та, можливо, майбутній гірничодобувний майданчик на заході Австралії.
Розвідка металічної мінералізації в районі рудника Віндімурра почалась у 1961 році та тривала до кінця 1980-х. Зацікавленість викликав високий вміст одного з рідкісних металів — ванадію, проте організація розробки ускладнювалась його асоціацією з титаномагнетитовими рудами (наявність титану підвищує температуру плавлення шлаків, через що титаномагнетитова сировина мало підходить для доменного процесу). Нарешті, в 1999 році почав роботу рудник Віндімурра, проєктом якого через компанію Vanadium Australia Pty Ltd (Vanadium Australia) опікувались швейцарська Glencore (51 %) та місцева Precious Metals Australia Ltd (PMA, 49 %). Проєктну потужність майданчика визначили як понад 7 тисяч тонн пентаоксиду ванадію на рік (що на той час становило близько 10 % світового виробництва).
Розробка велась відкритим способом за допомогою вузького витягнутого кар'єру, який мав довжину близько одного кілометра та глибину до 40 метрів. Руда проходила магнітну сепарацію, а отриманий концентрат випалювали разом з натрієвим флюсом у обертовій печі завдовжки 126 метрів з отриманням розчинного ванадату натрію. Далі йшли ще кілька етапів переробки, зокрема, продукування метаванадату амонію, його відновлення в ще одній обертовій печі до оксиду ванадію (III) та отримання за допомогою алюмінотермії в електродугової печі товарного продукту у вигляді пластівців пентаоксиду ванадію. Для живлення печей та виробництва електроенергії використовували природний газ, поставки якого організували по трубопроводу Дампір-Банбері — Віндімурра.
Вже на етапі запуску зустрілись з серйозними технологічними проблемами, на тлі яких у 2001-му PMA продала свою частку ще одному відомому гірничодобувному концерну Xstrata. Втім, ефективного рішення так і не вдалось досягнути і в 2003-му на тлі низьких цін на ванадій проєкт зупинили, а в 2004-му значну частину обладнання (передусім для переробки руди) вивезли з майданчика. Всього за період з початку розробки вилучили 7,2 млн тонн руди та виробили 13 тисяч тонн пентаоксиду ванадію, при цьому як відходи переробки накопичилось 1,8 млн тонн титаногематитового концентрату з вмістом заліза у 51,4 %.
У другій половині 2000-х відновити виробництво невдало намагалась компанія Windimurra Vanadium and Noble (MVPL) JV, що спробувала модифікувати процес під виробництво ферованадію, а в 2010-му проєкт викупила Atlantic Limited, що діє через Atlantic Vanadium Pty Ltd (AVPL). Вона також анонсувала відновлення виробництва (з поверненням до випуску пластівців пентаоксиду ванадію), проте станом на 2024 рік ці плани так і не були реалізовані.
Також можливо відзначити, що станом на 2019 рік запаси родовища оцінювались у 88 млн тонн з середнім вмістом пентаоксиду ванадію у 0,49 % при ресурсах категорій виміряні та показані у 158 млн тонн (на основі розвідки північної 6-кілометрової смуги зруднення, що в цілому простягнулось на 27 кілометрів).